# Анжанетт Астория
Анжанетт Астория (англ. Anjanette Astoria, настоящее имя Анжанетт Ингрэм, англ. Anjanette Ingram, род. 21 августа 1973, Ричмонд) — американская порноактриса.

## Биография
Родилась 21 августа 1973 года в штате Виргиния. Имеет итальянские, афроамериканские и индейские корни. Начала карьеру в индустрии развлечений для взрослых в качестве танцовщицы стриптиза в 34 года, а затем дебютировала в кино в 2008 году. Первой сценой стали съёмки в фильме Акселя Брауна Cookies and MILF 3. Работает в жанре MILF.
Также снималась в фильмах своей студии Exotica 3000 и постановках других продюсеров, таких как Mile High, Devil's Film, Evil Angel, Channel 69 и Elegant Angel. В 2012 году была номинирована на AVN Awards в категории «лучшая MILF/Cougar-исполнительница года», но уступила Индии Саммер.
Ушла из индустрии в 2014 году, снявшись в общей сложности более чем в 50 фильмах.
У Анжанетт есть татуировки над правой лодыжкой и над лобком, а также пирсинг в пупке.

## Награды и номинации
| Год  | Церемония       | Результат | Номинация                        | Работа              |
| ---- | --------------- | --------- | -------------------------------- | ------------------- |
| 2011 | Premios Urban X | Номинация | Лучшая лесбийская сцена          | The Session         |
| 2011 | Premios Urban X | Номинация | Лучшая сцена анального секса     | Cougar on the Prowl |
| 2011 | Premios Urban X | Номинация | Лучшая сцена триолизма           | Cougar on the Prowl |
| 2011 | Premios Urban X | Номинация | MILF-актриса года                | н/д                 |
| 2011 | Premios Urban X | Номинация | Лучшие груди                     | н/д                 |
| 2012 | AVN Awards      | Номинация | MILF/Cougar-исполнительница года | н/д                 |
| 2012 | Premios Urban X | Номинация | MILF-актриса года                | н/д                 |
| 2012 | XBIZ Award      | Номинация | MILF-исполнительница года        | н/д                 |

## Избранная фильмография
- Cougar on the Prowl
- The Session